# Costache Ioanid
Costache Ioanid (n. 3 decembrie 1912, Comăndărești, Botoșani – d. 26 noiembrie 1987) a fost unul dintre cei mai cunoscuți poeți creștini români, atât în România cât și în străinătate.
Multe dintre poeziile sale au fost puse pe melodii, fiind astfel cântate în bisericile, în special neoprotestante, din întreaga Românie și de peste hotare.

## Date biografice
- 1912 Decembrie, 3 - se naște Costache Ioanid, al patrulea fiu al lui Titus și al Ecaterinei, la Comăndărești, în judetul Botoșani.
- 1923 - Începe să studieze la Liceul Internat din Iași.
- 1929 - 1934. Studiază la Academia de Artă Dramatică pe care o absolvă cu notă maximă. Deschide prima expoziție de sculptură caricaturală. Lucrează în lut pictat, în culori de ulei, sticlă, ceară, hârtie, lemn.
- Între 1934 și 1952 deschide șapte expoziții de acest gen la Iași, și mai apoi la București.
- 1938 - se mută în capitală. Realizează “Balet nepolitic”, celebru în epocă. La una din reprezentații participă  MS regele Carol al II-lea.
- 1939 - se căsătorește cu Elena Ștefănescu din Iași.
- 1940 - Citind Biblia pe o bancă, în parc, este observat de Mihai și Sabina Wurmbrand care îl invită la Biserica Lutherană păstorită de Richard Wurmbrand. Începe studiul aprofundat al Bibliei și scrie primele poezii creștine.
- 1941 - 1944. Este încadrat cartograf la Marele Stat Major.
- 1958 - 1961. Își câștigă existența din picturi. Frecventează serviciile divine ale Bisericii Penticostale din Calea Moșilor. Scrierile sale circulă ilegal prin toată țara. Refuză să scrie în slujba propagandei comuniste.
- 1961 - 1966. Lucrează ca desenator tehnic la IPROMET.
- 1963 - Se află sub stare de arest la Malmaison. Este anchetat pe tot parcursul anului.
- 1966 - Frecventează Biserica Lutherană. Este recunoscut ca unul dintre cei mai importanți poeți creștini alături de Traian Dorz și alții.
- 1981 - Moartea soției sale, Elena.
- 1981 - Emigrează în SUA. Îi apare primul volum de versuri, “Taine”.
- 1987 - Noiembrie, de ziua Recunoștinței (Thanksgiving) trece la odihnă.